# Hammatorrhina bella
Hammatorrhina bella är en tvåvingeart som beskrevs av Friedrich Hermann Loew 1869. Hammatorrhina bella ingår i släktet Hammatorrhina och familjen Blephariceridae.
Artens utbredningsområde är Sri Lanka. Inga underarter finns listade i Catalogue of Life.